# Riehen
Riehen é uma comuna da Suíça, no Cantão Basileia-Cidade.
Junto com a cidade de Basileia e Bettingen, Riehen é uma das três comunas do cantão.
Encontram-se em Riehen a Fundação Beyeler (uma renomada galeria de arte) e também um museu de brinquedos. Em Riehen também se encontram vários locais de herança de significação nacional: a igreja de São Martin, várias casas residenciais (a Wettsteinhäuser e as casas Huber, Schaeffer e Colnaghi) como também a propriedade de Wenkenhof.

## Vizinhança
Riehen é cercada por duas comunas na Suíça e Alemanha.

|                   | Lörrach (D) |                               |
| Weil am Rhein (D) |             | Inzlingen (D)                 |
|                   |             |                               |
| Basel             | Birsfelden  | Bettingen Grenzach-Wyhlen (D) |